# James Chance & The Contortions
James Chance & The Contortions er et punk/jazz-band fra USA.

## Diskografi
- No New York (1978) (compilation contribution, as Contortions)
- Buy (1979) (as Contortions)
- Live aux Bains Douches (1980)
- Live in New York (1981)
- Soul Exorcism (1991)
- Lost Chance (1995)
- Molotov Cocktail Lounge (Enemy, 1996)
- White Cannibal (2000)
- The Flesh is Weak (2016)